# Eibenthal, Mehedinți
Eibenthal (cunoscut și ca Valea Tisului, Eibentál sau Jeventál, în germană și română Eibenthal, în maghiară Tiszafa) este un sat în comuna Dubova din județul Mehedinți, Banat, România. Până în prezent, aici trăiesc aproximativ 200 de cehi și câteva familii românești. Împreună cu satul vecin Baia Nouă (denumit și Ujbánya în maghiară, în română Baia Nouă), formează în prezent cea mai mare comunitate cehă din România.
Satul și-a primit numele german datorită fostelor păduri întinse de tis, care însă au dispărut aproape complet. Eibenthal se află la doar 7 km de Dunăre, respectiv de Defileul Porțile de Fier, care formează aici o graniță naturală cu Serbia. Cel mai apropiat oraș, Orșova, cu aproximativ 10.000 de locuitori, este situat la 40 km. Satul este așezat într-o vale îngustă și pitorească a râului Tisovița, mărginită de versanți abrupți, care se întinde până la minele din Baia Nouă. În 2018 s-a decis ca satul să utilizeze oficial doar denumirea internațională - Eibenthal.
Limba cehă este utilizată ca limbă maternă în majoritatea familiilor din Eibenthal, dar este îmbogățită cu numeroase românisme, fie prin traducere, fie prin împrumut direct, și include multe expresii arhaice comparativ cu ceha contemporană. Datorită izolării față de țara de origine și numărului relativ mic de vorbitori, locuitorii satului au un vocabular limitat. În sat funcționează o școală primară (clasele I–VIII), care în 2024 avea 20 de elevi. Deși limba oficială a școlii este româna, există și un profesor ceh trimis printr-un program al Ministerului Educației din Cehia, care predă limba cehă, istoria și organizează activități extracurriculare. În 2018 a fost redeschisă și o mică grădiniță pentru a răspunde creșterii populației preșcolare.

## Istorie
În anul 1718, după războiul austro-otoman, zona Banatului a fost atribuită Monarhiei Habsburgice și, mai târziu, în perioada Austro-Ungariei, a fost pusă sub administrarea Ungariei. Fiind o provincie de frontieră, care trebuia apărată în caz de pericol, a fost colonizată masiv.
Coloniștii cehi au ajuns în Eibenthal din regiunile Plzeň, Klatovy, Čáslav și Beroun în așa-numita a doua undă de colonizare, între 1826-1827. Acestia și-au vândut toate bunurile acasă și au pornit pe un drum anevoios prin Viena, pe Dunăre până la Moldova Veche (Stara Moldovă). De acolo au fost transportați cu carele până la destinație. Satul a fost înființat în toamna anului 1827. Coloniștii cehi au ajuns aici în două etape, fiind un total de 356 de persoane.
De la relocare, au sperat să îmbunătățească condițiile de trai, deoarece li s-au oferit avantaje mari: 10 ani scutiți de serviciul în apărarea teritorială, 10 ani de scutire de taxe și, în plus, cereale gratuite, lemn pentru construirea caselor și 12 ițe de pământ pentru fiecare familie. Multe dintre aceste condiții nu au fost respectate; de exemplu, o mare parte din terenurile promise erau încă împădurite. Cu toate acestea, imigranții nu aveau bani pentru a se întoarce acasă și au fost nevoiți să se adapteze noii situații, să construiască noi case, să taie pădurile și să le transforme în pășuni și câmpuri. Satul Eibenthal s-a mutat de mai multe ori, primul sat fiind situat pe colina de deasupra locației actuale. După ce proviziile de apă subterană au fost epuizate, satul s-a mutat treptat în valea râului Tisovice.
În 1847, cu ajutorul unei companii de grăniceri locale, a fost construită o biserică de piatră și o biserică de lemn. Până în 1873, preoții au fost numiți în Eibenthal de autoritățile militare. Prima școală a fost construită ceva mai târziu, în 1848. Ea a înlocuit funcția casei parohiale, care fusese construită între 1828 și 1830. Aici a fost înființată parohia, care, alături de Gernik, a fost a doua din regiunea cehă. Primul preot a fost Dominik Kottauner, care este înmormântat la cimitirul local. În jurul anului 1890, la aproximativ 5 km nord-vest de Eibenthal, a fost deschisă o mină de cărbune cu rezerve bogate și de bună calitate, iar sub aceasta a fost construită o colonie de mineri, numită în limba maghiară Újbánya (în română Baia Nouă).
În 1912, a fost construită o biserică romano-catolică, dedicată Sfântului Ioan Nepomuk, sfințită pe 16 martie. Până în 2016, aici a slujit preotul Václav Mašek, care în 2002 a primit premiul Jan Masaryk pentru activitatea sa îndelungată în slujba comunității cehe. În prezent, slujbele sunt oficiate de un preot dintr-un alt sat ceh, Bígr, care alternează cu preotul catolic român din orașul Orșova. În biserică se află orgi manuale din perioada 1841-1850, construite de celebrul meșteșugar în orgi Joseph Seiber.
Între 1947 și 1949, 36 de familii (110 persoane) din Eibenthal s-au întors în țara lor de origine, pentru a se stabili în regiunile pustii ale Cehoslovaciei, în urma deportării forțate a germanilor sudeti după al Doilea Război Mondial. După un an, 15 persoane s-au întors în Eibenthal. Cel mai interesant destin din această val de reemigrare a fost al lui Josef Fikl, care, trecând prin Cehoslovacia, a ajuns în Legiunea Străină franceză și a căzut în Vietnam în 1952, în urma unui atac al partizanilor locali comuniști.
Pe baza cercetărilor geologice, în 1948 a fost deschisă o mină de azbest în Eibenthal. Azbestul extras era transportat cu boi și care până la Dunăre. Mai târziu, transportul a fost asigurat de camioane, care transportau azbestul la o unitate de zdrobire sub Dubova. Mineritul de azbest, care oferea locuri de muncă pentru aproximativ 60 de persoane, a fost închis în 1994.
Eibenthal a devenit parte a uneia dintre cele mai dure drame umane din istoria României pe 16 iunie 1951. 33 de persoane din Eibenthal au fost deportate cu forța în stepele Baraganului, care, în anii 50 și 60, erau printre cele mai puțin populate regiuni ale României. Aici au trebuit să se descurce în condiții extreme pentru a supraviețui. Abia în 1955, prin decizia guvernului, au reușit să se întoarcă înapoi în Eibenthal. Pentru suferințele de trei ani, o parte dintre supraviețuitori au primit despăgubiri din partea statului în 1990, însă câțiva dintre cehii din Banat nu au supraviețuit.
Până în 2006, mulți dintre locuitorii satului erau angajați la mina de antracit din Baia Nouă. După un accident în august 2006, în urma căruia doi mineri au murit în urma unui alunecări de teren în mină, mina a fost închisă. Astăzi, majoritatea locuitorilor sunt șomeri. În 1934, satul avea 600 de locuitori, iar numărul a scăzut la aproximativ 300. Mulți au plecat la muncă în Cehia sau în alte părți ale României. Exodul a încetat datorită dezvoltării turismului, iar în 2019 câteva familii s-au întors în sat.

## Turism
După încetarea extragerii antracitei în 2006, satul a trecut printr-o mare criză, din cauza pierderii locurilor de muncă, mulți dintre expatriații cehi au plecat în Republica Cehă sau în România. Totuși, în 2008, turismul a început să se dezvolte în sat, odată cu înființarea unei taverne în stil ceh numită U Medvěda (Tiberiu Pospíšil, Štěpán Slaný, Jan Duben), unde a fost creată prima infrastructură turistică și un centru de informații. În 2008, conform statisticilor, doar 40 de turiști au vizitat satul. De atunci, traseele locale de drumeție au fost marcate, au fost dezvoltate noi atracții, iar zona a fost cartografiată. De asemenea, gestionarea deșeurilor și curățenia au devenit o prioritate. Până în 2019, conform statisticilor, peste 3.000 de vizitatori au ajuns la Eibenthal. Numărul locurilor de cazare din sat a crescut de la treizeci la aproape trei sute în zece ani. Satul se află aproape de faimoasele defileuri Kazane Mare și Mici, cel mai îngust punct de pe cursul inferior al Dunării. Frumoasa zonă a lacului Porțile de Fier a făcut ca această locație să fie considerată unul dintre cele mai interesante zece locuri din România, conform Ministerului Turismului din România. Un loc preferat de români, în apropiere se află cea mai mare sculptură în piatră din Europa, portretul conducătorului dac Decebal, situat în golfulețul de pescuit Mraconia.
Festivalul Banatului - Festival Banát
În 2012, la Eibenthal a fost înființată o nouă tradiție—Festivalul Banatului, organizat de echipa locală cu sprijinul prietenilor din Republica Cehă. Prima ediție a festivalului a atras aproximativ 800 de vizitatori. În 2017, transportul cu autobuzul a fost înlocuit cu un tren special închiriat din Praga până la Orșova, România, de unde vizitatorii au continuat călătoria cu autobuze și bărci pe Dunăre. În 2018, festivalul s-a extins și în alt sat cehesc, Gerník, iar în 2019 și în satul cehesc din Serbia, Češko Selo, unde organizatorii au organizat o competiție de paprikaș. Datorită festivalului, satul, care inițial era izolat, a ajuns în centrul atenției nu doar în Republica Cehă, ci și în România. Festivalul, care are o capacitate limitată la 1500 de persoane, a găzduit trupe precum Wohnout, PSH, Prago Union, Vlasta Redl, Zrní, Divokej Bill și personalități care au susținut conferințe în centrul cultural local Kamín. Banatul este vizitat în mod regulat de economiștii Tomáš Sedláček, medicul Tomáš Šebek, călătorul Ladislav Zibura și Janek Rubeš.
Expresul Banat – trenul festivalier din Praga până la Orșova este una dintre cele mai mari și mai lungi garnituri din istoria feroviară europeană modernă, cu o lungime maximă de peste 500 de metri, determinată de cea mai scurtă linie de schimb în România. În 2019, acest tren a transportat un număr record de 1.272 de persoane. Trenul este operat de organizatorii evenimentului din Eibenthal, cu sprijinul companiilor precum České dráhy, Regiojet, KDS Kladno, Wagonservis, ČD Cargo și WYNX Pool. În Ungaria și România, trenul circulă pe licențe locale (Ungaria Continental Railway și România CFR). Călătoria din Praga până la Orșova durează aproximativ 16 ore, iar de acolo pasagerii fac transferuri pe bărci și apoi autobuze până la Eibenthal.În anul 2025, organizatorii au pregătit o altă noutate interesantă. Pe lângă trimiterea unui expres special, va fi lansat și un avion festivalier, care va pleca din Praga spre Belgrad, Serbia, unde va avea loc deschiderea festivă a festivalului la Centrul Ceh. Festivalul va continua apoi în satul cehesc Eibenthal.
Restaurantul Eibenthal
În 2019, după zece ani de dezvoltare a turismului sustenabil în jurul unui grup de oameni de la taverna U Medvěda, a fost deschis primul restaurant din Banatul Cehesc. Acesta poartă numele satului Eibenthal. Datorită dezvoltării turismului, mai multe familii din Republica Cehă și România s-au întors la Eibenthal în 2019. Tot în acel an, a avut loc prima cursă de alergare extremă numită Adrenalin Banat, care a traversat cinci sate cehești și s-a încheiat în Eibenthal. Cursa de 82 km a fost finalizată de cei mai rapizi participanți în mai puțin de 17 ore.
Drumul de pietriș până la sat a fost înlocuit cu asfalt. Drumul de nouă kilometri, cu serpentine, a devenit popular printre motocicliști, care au inventat numele „Transeibenthal” pentru acest traseu, inspirat de celebrele trasee motorizate românești Transalpina și Transfăgărășan. În sat, se pot folosi și programe de vânătoare în fondul de vânătoare Svinita sau se pot închiria biciclete și trotinete.

## Atracții în împrejurimi
În jurul satului Eibenthal, în jurul anului 2010, a început cartografierea turistică. Toate traseele pot fi găsite pe serverul mapy.cz. La șapte kilometri de sat, la o altitudine de 809 m, se află punctul de belvedere Znamana, de unde se poate vedea „capul Dunării” și Parcul Național sârbesc Djerdap. De la Znamana, se poate continua pe câmpiile întinse ale Rávna până la următorul sat cehesc, Bígr. La Bígr se poate ajunge și trecând prin cel mai înalt vârf din zonă, Kopřiva (912 m), sau se poate coborî de pe drum și ajunge la formațiunea stâncoasă Trescovat (755 m).
O altă belvedere este Cuculova (754 m), de unde se poate vedea Dunărea și barajul Železná vrata. În jurul acestui punct de belvedere, se poate coborî până în satul cu o minoritate sârbească semnificativă, Svinita, unde, cu ajutorul alpinistilor din Teplice, a fost creat un resort de escaladă cu treizeci de trasee și dificultăți de la 2 la 8+. În 2022 au fost marcate trasee în jurul satului prin galeriile locale și, de asemenea, un mare proiect de la Dunăre până la cascadele pârâului Tisovita, care duce până în sat. Acest traseu a fost complet curățat printr-un proiect al Ministerului Afacerilor Externe.
Sub Eibenthal, pe malul Dunării, se poate vizita cel mai îngust și cel mai adânc loc de pe Dunăre, Kazane Mare și Mici, statuia din piatră a lui Decebal în golfulețul Mraconia sau peștera mare de stalactite Ponicova, despre care scrie Alois Jirásek în cartea „Na Krvavém kameni”. De la statuia lui Decebal, se poate face o excursie pe Dunăre pentru a ajunge la peștera Veterani, care a primit numele de la comandantul Friedrich von Veterani, care a contribuit la apărarea Banatului împotriva turcilor care încercau să pătrundă în Europa și pe malul sârvesc al Dunării, unde se află celebra placă Tabula Traiana.
La sfârșitul lunii mai 2023, un grup de semnalizatori din Turnov a reînnoit semnalizarea turistică a Clubului Ceho-Slovac al turiștilor din Banatul românesc pe traseele pietonale semnalizate cu o lungime de 85 km. În jurul Eibenthalului, sunt semnalizate peste 250 km de trasee pentru drumeție și ciclism. Semnalizarea este realizată de echipa locală din jurul restaurantului Eibenthal și Clubul Ceho-Slovac al turiștilor.

## Personalități importante și cetățeni
- Václav Mašek – născut în Gerník și preot catolic, care a activat până în 2016 în Eibenthal.
- Tiberiu Pospíšil – născut în Eibenthal, personalitate de frunte a comunității cehe, care a contribuit la dezvoltarea localității în ultimii ani.
- Jan Jäger – producător de roți de lemn din Eibenthal.
- Victor Doscocil – primar al satului timp de mulți ani.
- Josef Kocman – autor al cărții „Vyprávění o Banátu – povídání s Janem”, o lucrare ce reprezintă o documentare completă a istoriei comunității cehe din Eibenthal.

## Monumente
- Biserica romano-catolică Sf. Ioan Nepomuk